# Tasiocera niphadias
Tasiocera niphadias là một loài ruồi trong họ Limoniidae. Chúng phân bố ở miền Tân bắc.